# Vincentia
Vincentia és un gènere de peixos pertanyent a la família dels apogònids.

## Taxonomia
- Vincentia badia (Allen, 1987)[2]
- Vincentia chrysura (Ogilby, 1889)
- Vincentia conspersa (Klunzinger, 1872)[3]
- Vincentia macrocauda (Allen, 1987)[2]
- Vincentia novaehollandiae (Valenciennes, 1832)[4]
- Vincentia punctata (Klunzinger, 1879)[5][6][7][8][9][10][11]